# 暖泉农场
暖泉农场，是中华人民共和国宁夏回族自治区銀川市贺兰县下辖的一个类似乡级单位，是一个隶属于宁夏农垦的国营农场。

## 行政区划
暖泉农场下辖以下地区：
场部社区、东干渠东区村和西干渠西区村。